# 无线电传真

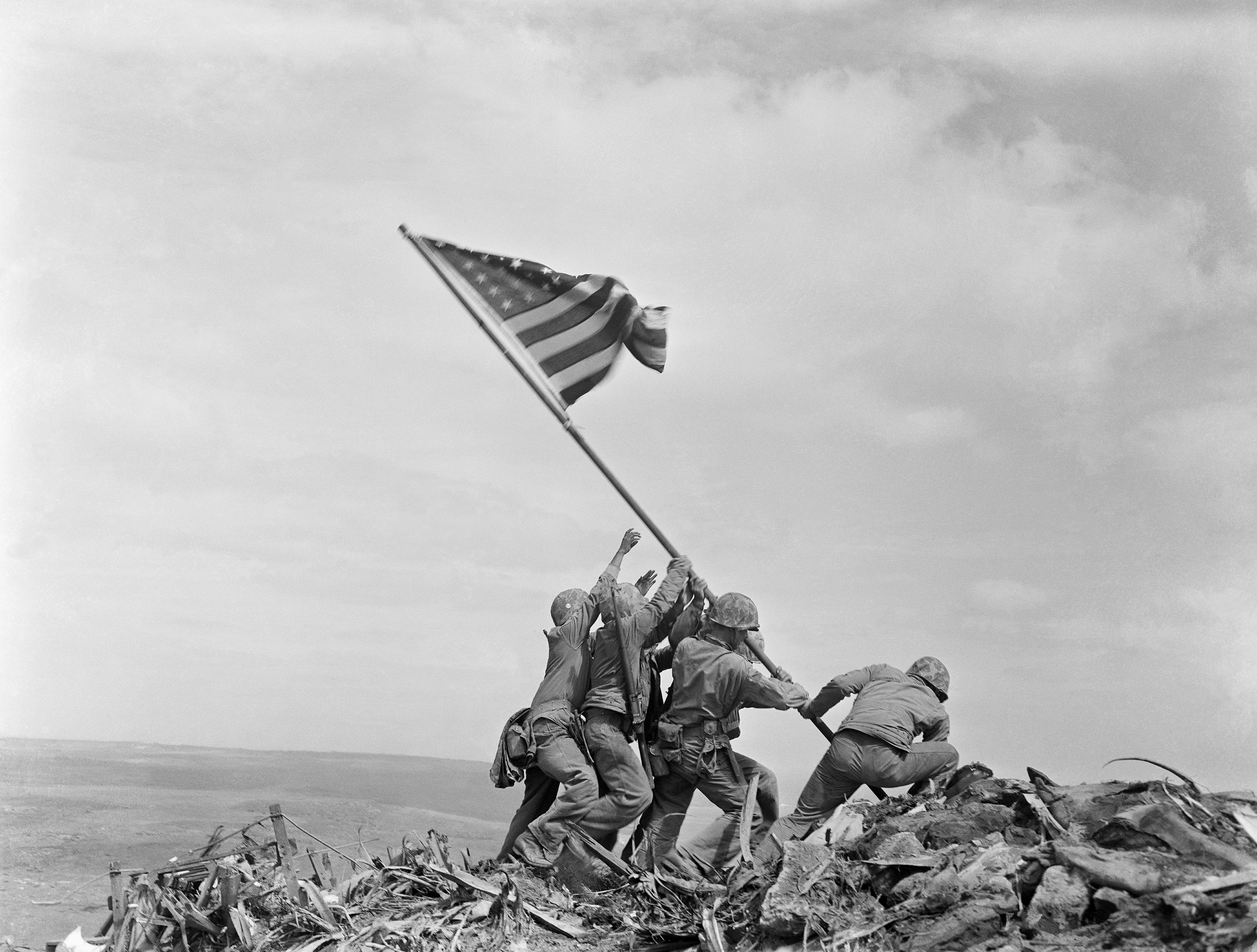
1945年2月23日，美联社記者乔·罗森塔尔拍攝的照片《硫磺島升旗》經由無線電傳真橫跨太平洋傳送到美國本土。

无线电传真（英語：Radiofacsimile、Radiofax、HF fax）是一种利用高頻无线电波的模擬信號來传送單色图像的方法，也是慢扫描电视技術的前身。在1930到1970年代早期，尤其在島嶼以及偏遠地區是用來傳送照片的主要方法。现今用在海上船隻传送气象即時信息，以及新闻图像與照片。

## 歷史

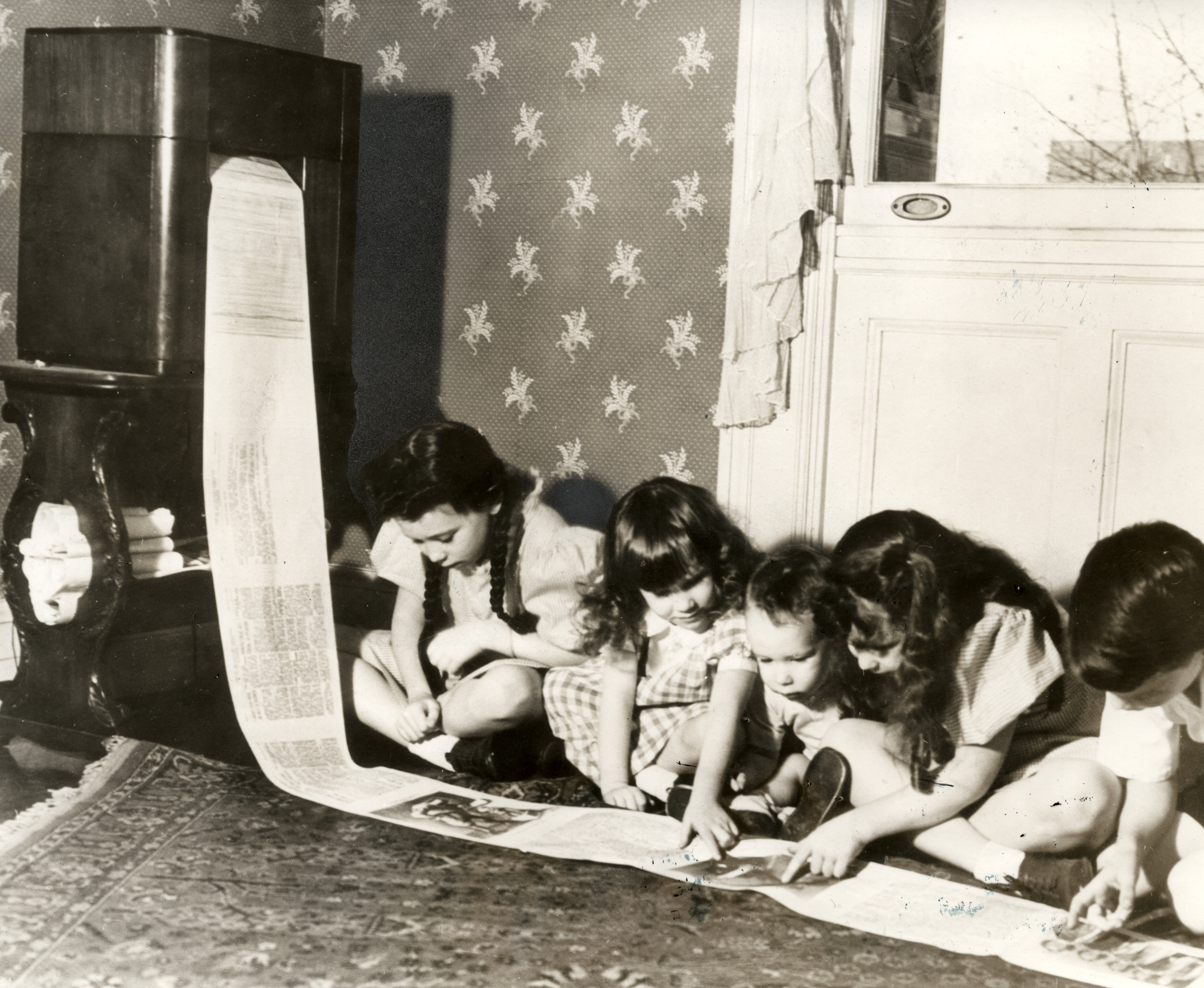
1938年，一群儿童在家裡客廳閱讀無線電傳真的報紙。

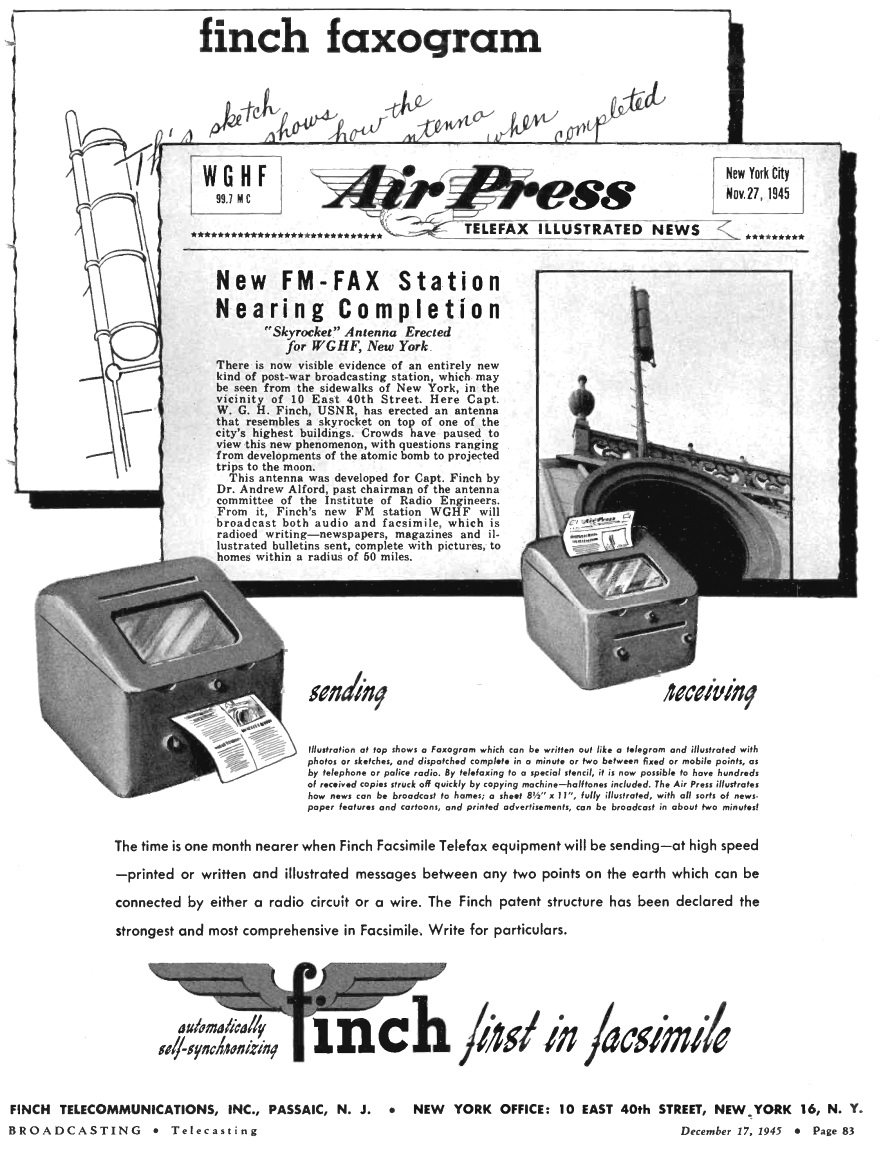
1945年12月，WFAN-FM電台的廣告，展示電台的副載波無線電傳真服務。

在此之前無線傳輸系統只有傳輸文字訊息的無線電報，這個以無線電傳輸圖像的方法是由當時任職RCA工程師的理查·蘭傑在1924年發明的，起初他稱為「無線的圖像無線電報系統」，這個新系統與當時已經使用50年的電話線傳真系統形成強烈對比，最後電話線傳真改用較新的電話線。同年11月28日，美國總統卡爾文·柯立芝的照片從纽约發送到伦敦，成為全世界的第一張橫跨海洋的無線電傳真，倫敦方面收到後再越洋回傳英國首相史丹利·鮑德溫的照片。同年，赫伯特·尤金·艾維斯傳送無線電傳真的第一張彩色照片。
自1930年晚期開始，芬奇傳真系統用來傳送「無線電報紙」，經由調幅廣播商業電台發送無線電訊號到一般民眾的私人住家，而且住家要配備無線電接收器與芬奇感熱紙列印機。這個時候有很多公司發現到全新商業機會與消費潛在性，競爭對手很快進入這個領域，但是對於當時的消費者而言列印機與感熱紙是高價又昂貴的消費電子產品，而且調幅訊號傳輸速度慢也易受干擾，列印出來的報紙太小不易閱讀。芬奇公司與其他競爭公司經過十多年後才達到讓多數民眾可接受的商業服務，更便宜也更充實的家用日報，配合電台的口述廣播公告提供即時新聞，不過一般民眾對於這種新式媒體還是抱持好奇心的觀望態度。
1930年4月，RCA創始人歐文·楊的兒子查爾斯·楊與恩斯特·亞歷山大森研發通用电气的無線電傳真系統。1931年8月12日，這套系統從斯克內塔第傳送Union-Star報紙副本，橫跨大西洋發送到美利堅號與遠洋定期船明尼卡達號，傳送15分鐘的一張頁面大約是81⁄2乘9英寸（220乘230）。
1940年代晚期，無線電傳真接收器的體積可以縮小到安裝在西联汇款电报車的儀表板下方。
二戰期間，上千張的照片從歐洲與太平洋島嶼傳送到美國本土，主要的通讯社尤其是美联社、合众国际社與路透社的記者都盡量把越洋無線電傳真傳送機靠近每一項軍事行動，即時傳送戰地照片。著名的照片《硫磺島升旗》是經由無線電傳真從關島傳送到纽约，兩地距離大約12781公里，拍照後的一天內發表在美國各地的新聞報紙。
1960年代，美国陆军在迪爾試驗場經由Courier 1B通訊衛星發送第一張衛星傳真照片到波多黎各。

## 運作方法
无线电传真与其他的传真一样只能传输黑白图像。无线电传真通常使用振幅調變以及单边带调制模式，通常为上边带模式，通过短波的高頻範圍传输。重要的是，接收机在接收无线电传真信号时，实际频率与标示频率有一定偏差，例如使用上邊帶模式接收的实际频率应低于播出频率1.9kHz。在上邊帶模式下，无线电传真的黑白二色基带信号分别调制到1500Hz和2300Hz，而下边带模式下黑白完全相反，发送速率通常是每分鐘120條线，也有机构使用60、100、180、240LPM的速率发射传真信号。无线电传真图像的分辨率由「协调因子」决定，通常为IOC576和IOC288两种，每行的像素数为IOC与圓周率的乘积，例如IOC576的图像，每行像素为576π，约等于每行1810像素。
由于无线电传真占用带宽小，传输时间由传输图像大小和传输速度决定，传输一副完整的图像通常需要数分钟到数十分钟。目前无线电传真通常使用「自動圖像傳輸」进行传输，允许无人值守服务，通常用于陆地气象传送基站及静止氣象衛星。

### 自動圖像傳輸
一个完整的自動圖像傳輸传输格式通常如下：
| 自動圖像傳輸格式 | 自動圖像傳輸格式 | 自動圖像傳輸格式 | 自動圖像傳輸格式 | 自動圖像傳輸格式                                      |
| 信号             | 持续时间 （秒）  | 協調指數         | 協調指數         | 說明                                                  |
| 信号             | 持续时间 （秒）  | IOC576           | IOC288           | 說明                                                  |
| ---------------- | ---------------- | ---------------- | ---------------- | ----------------------------------------------------- |
| 启动音           | 5～10            | 赫兹             | 赫兹             | 彩色传真为200Hz                                       |
| 启动音           | 5～10            | 300              | 675              | 彩色传真为200Hz                                       |
| 相位信号         | 10～30           |                  |                  | 有白色间隔的黑色连续信号                              |
| 图像             | 不确定           | 掃描線（條）     | 掃描線（條）     | 在120LPM的狀態时 傳輸時間要依圖片大小與訊號穩定度而定 |
| 图像             | 不确定           | 1200             | 600              | 在120LPM的狀態时 傳輸時間要依圖片大小與訊號穩定度而定 |
| 停止音           | 5～20            | 赫茲             | 赫茲             |                                                       |
| 停止音           | 5～20            | 450              | 450              |                                                       |
| 黑色             | 10               |                  |                  |                                                       |

## 應用

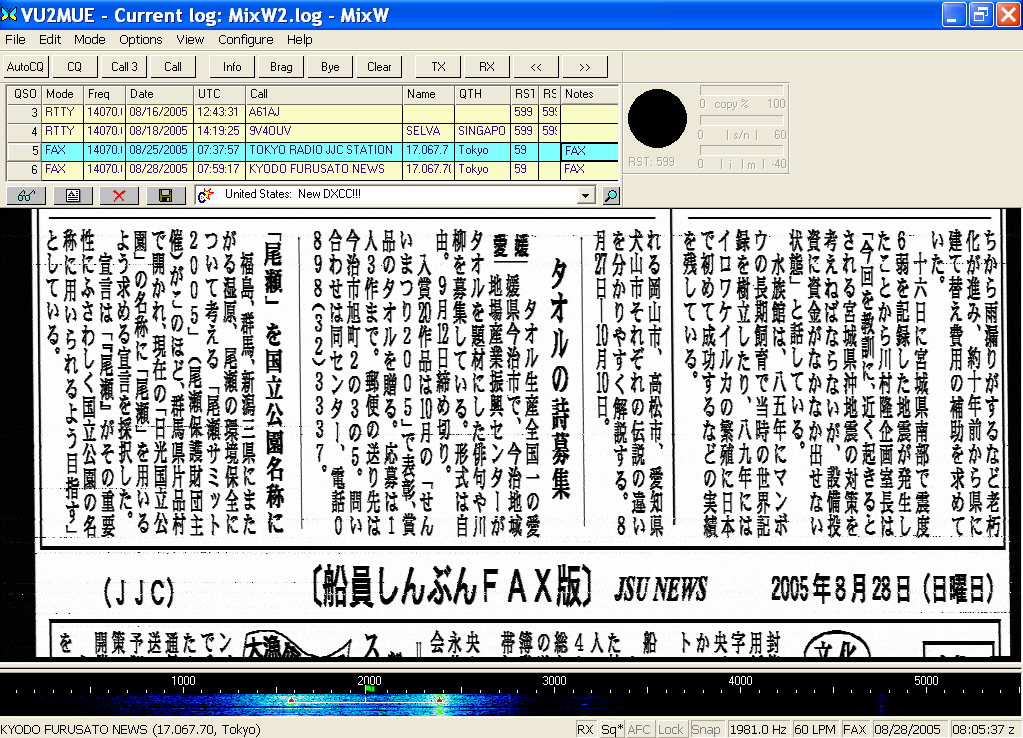
共同通讯社以无线电传真发送的新闻

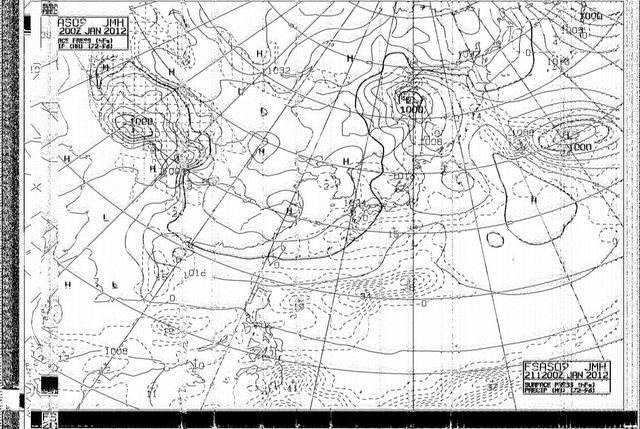
日本氣象廳以无线电传真发送的海上气象信息

虽然现时互联网及卫星通讯日益普及，包括无线电传真在内的传真使用率持续减少，但是在远洋航海、地处偏远等无法上网的情况下，无线电传真还在发挥着重要的作用。目前使用无线电传真传送信号的机构，绝大多数是世界各地的气象或海事机构，目前全球各國有很多無線電站台的廣播範圍覆蓋海洋。
美國的氣象資訊主要是由美国国家海洋和大气管理局與美國國家氣象局兩個機構所提供，國家颶風中心負責熱帶氣旋資訊。
| 各地機構的應用 | 各地機構的應用 | 各地機構的應用     | 各地機構的應用 |
| 呼號           | 地點           | 機構               | 說明 |
| -------------- | -------------- | ------------------ | --- |
| BAF            | 北京市         | 中国气象局         | 由中国气象局提供气象图 |
|                | 上海市         | 上海海岸电台       | 由中国气象局提供气象图 |
|                | 广州市         | 广州海岸电台       | 由中国气象局提供气象图 |
| BMF            | 臺北市         | 交通部中央氣象局   | [ 12 ] |
| CBV            | 瓦尔帕莱索     | 普拉亞安查電台     | 每天定期發送智利海軍的氣象傳真，發送範圍從太平洋東南區域到南极洲。                                                                                       |
| CFH            | 哈利法克斯     | 氣象與海洋研究中心 | 加拿大東岸 |
|                | 埃斯奎莫爾特   | 氣象與海洋研究中心 | 加拿大西南區域 |
| 東京           | 鹿儿岛县       | 鹿兒島縣漁業無線局 | 航空氣象資料 |
| JFX            | 鹿儿岛县       | 鹿兒島縣漁業無線局 | 由鹿兒島縣漁業無線局發送共同通訊社的新聞 |
| JSC            | 鹿儿岛县       | 共同通讯社         | 由鹿兒島縣漁業無線局發送共同通訊社的新聞 |
| 9VF            | 新加坡         | 共同通讯社         | 目前全球唯一使用无线电传真发送新闻的通讯社 每天發送日語與英語的報紙，因為日語的複雜度所以傳輸每分鐘60行。 一天的新聞需要耗費幾個小時的時間才能傳輸完成。 |
| JJC            | 东京           | 共同通讯社         | 目前全球唯一使用无线电传真发送新闻的通讯社 每天發送日語與英語的報紙，因為日語的複雜度所以傳輸每分鐘60行。 一天的新聞需要耗費幾個小時的時間才能傳輸完成。 |
| JMH            | 东京           | 日本氣象廳         | |
|                | 平讷贝格       | 德國氣象局         | 每天定期從平讷贝格發送天氣圖 低頻與高頻的發送頻率：3855kHz、7880kHz、13882.5kHz                                                                          |
| NIK            | 蘇特蘭         | 國際冰山巡邏隊     | 大西洋區域 |
| VMC            | 查爾維爾       | 澳洲氣象局         | 澳大利亚東岸區域 |
| VMW            | 維盧納         | 澳洲氣象局         | 澳洲西岸區域 |

## 歷史年表
| 無線電傳真的研發歷史年表 | 無線電傳真的研發歷史年表 |
| 時間（年）               | 說明 |
| ------------------------ | --- |
| 1911                     | 第一台傳真機振幅調變器取得專利，可以經由電話線傳輸                                                                                 |
| 1913                     | 愛德華·貝林的圖像電報 |
| 1922                     | 第一個跨大西洋傳真服務是由RCA所提供                                                                                                |
| 1923                     | 亞瑟·柯恩的無線電傳真系統主要用在傳送，而且成功從罗马發送庇護十一世的照片到缅因州。 送達的同一天在紐約世界報發表，稱為重大壯舉。   |
| 1924                     | RCA在六分鐘內完成跨大西洋的傳真 |
| 1924                     | AT&T、RCA與西聯匯款三家公司合作開發高速傳真系統                                                                                    |
| 1925                     | AT&T的圖像電報提供服務 |
| 1926                     | RCA的無線電傳真提供照片服務 |
| 1927                     | 第一台「西门子公司－卡洛勒斯－德律風根」傳真機用於柏林與歐洲其他城市的通訊                                                         |
| 1929                     | 魯道夫·海爾發明的海爾抄寫機取得專利                                                                                                |
| 1937                     | 首次在明尼阿波利斯-聖保羅都會區提供無線電傳真報紙服務                                                                              |
| 1939                     | 聖路易斯郵報經由W9XZY電台發送第一份無線電傳真新聞日報 超過一千個家庭用戶以實驗性質配備無線電傳真接收器，夜晚時段電子列印隔天早報。 |
| 1941                     | 二戰期間徵用於軍事 |
| 1947                     | 亞歷山大·穆爾黑的傳真機 |
| 1948                     | 西聯匯款電報車安裝傳真機 |
| 1960                     | 首次在美國進行慢扫描电视的傳輸 |
| 1966                     | 首次在月球表面經由月球9号傳送照片到地球                                                                                            |
| 1972                     | 首次在德國進行慢掃描電視的傳輸 |
| 1985                     | 漢克·馬努斯基創辦的GammaLink公司推出用在个人电脑的GammaFax傳真擴充卡                                                               |

## 註解
1. ↑  英語：
2. ↑  英語：
3. ↑  英語：
4. ↑  英語：
5. ↑  英語：
6. ↑  英語：
7. ↑  英語：
8. ↑  英語：
9. ↑  線性週期調變，英語：
10. ↑  西班牙語：
11. ↑  加拿大武裝部隊氣象與海洋研究中心英語：
12. ↑  英語：